# 哥倫比亞鴨嘴鯰
哥倫比亞鴨嘴鯰，為輻鰭魚綱鯰形目長鬚鯰科的其中一種，分布於南美洲奧里諾科河流域，體長可達55.9公分，棲息在河川底層水域，屬肉食性，生活習性不明。

## 擴展閱讀
維基物種上的相關：哥倫比亞鴨嘴鯰